# Discografie van Ella Fitzgerald
Hier volgt de discografie van jazzzangeres Ella Fitzgerald, met de platen die ze opnam in de periode 1935–1989. De discografie wordt gevolgd door een lijst met hitnoteringen.
Van 1935 tot 1955 stond Ella Fitzgerald onder contract van Decca Records. Haar vroege zangwerk was voor anderen en haar bijdragen werden vaak niet vermeld. Fitgerald's eerste single, opgenomen met The Chick Webb Orchestra, kwam uit op 78 toeren en heette "I'll Chase the Blues Away". Fitzgerald nam met Webbs' orkest op tot diens dood in 1939, waarna het orkest naar de zangeres werd vernoemd. Na de komst van de 10" and 12" Long-playing records eind jaren veertig werden haar vroegere singles op deze platen heruitgebracht.
In 1956 tekende Ella Fitzgerald bij Verve Records. Voor dit label van Norman Granz nam ze tot halverwege de jaren zestig op, waaronder de befaamde Great American Songbookalbums, met songs van Cole Porter (1956), Rodgers & Hart (1956), Duke Ellington (1957), Irving Berlin (1958), George and Ira Gershwin (1959), Harold Arlen (1961), Jerome Kern (1963) and Johnny Mercer (1964). In de late jaren zestig en in het begin van de jaren zeventig nam ze voor verschillende grote labels op, waaronder Capitol Records en Reprise Records label. Van 1972 tot haar overlijden zong ze albums voor Norman Granz's nieuwe label Pablo Records.
De laatste jaren komen er nog steeds nieuwe platen uit, met onder andere niet eerder uitgebrachte liveopnames en 'alternate takes' van haar studiosessies.

## Albums

### Decca
Deccaopnames in de periode 1935 tot eind jaren veertig zijn in de jaren 1992–2008 opnieuw (op cd) uitgebracht door het Franse label Classics Records.
| Jaar | Album | Label |
| ---- | --- | ----- |
| 1950 | Ella Sings Gershwin                                                                                                   | Decca |
| 1954 | Songs in a Mellow Mood                                                                                                | Decca |
| 1954 | Lullabies of Birdland                                                                                                 | Decca |
| 1955 | For Sentimental Reasons (Een verzameling eerder uitgebrachte opnames uit de late jaren veertig en begin jaren vijftig | Decca |
| 1955 | Miss Ella Fitzgerald & Mr Gordon Jenkins Invite You to Listen and Relax (idem)                                        | Decca |
| 1955 | Sweet and Hot | Decca |

### Verve

#### Singles
De singles voor Verve werden in 2003 op de dubbel-cd Jukebox Ella: The Complete Verve Singles, Vol. 1 uitgebracht. Onderstaande lijst vermeld ook later uitgebrachte studio- en livealbums.

#### Albums
1956
- Ella Fitzgerald Sings the Cole Porter Songbook
- Metronome All-Stars 1956 met Count Basie
- Ella and Louis (met Louis Armstrong)
- Ella Fitzgerald Sings the Rodgers & Hart Songbook

1957
- Ella and Louis Again (met Louis Armstrong)
- Ella Fitzgerald Sings the Duke Ellington Songbook (met Duke Ellington) –  Grammy Award for Best Jazz Performance, Soloist
- Like Someone in Love
- Porgy and Bess (met Louis Armstrong)

1958
- Ella at the Opera House (Live)
- Ella Fitzgerald and Billie Holiday at Newport (Live) (opnieuw uitgebracht, met opnames met Carmen McRae, in 2001)
- Ella Swings Lightly –  Grammy Award for Best Jazz Performance, Soloist
- Ella Fitzgerald Sings the Irving Berlin Songbook –  Grammy Award for Best Female Pop Vocal Performance
- Ella in Rome: The Birthday Concert (Live) (uitgebracht in 1988)
- Ella Fitzgerald live at Mister Kelly's (Live) (uitgebracht in 2007)

1959
- Get Happy!
- Ella Fitzgerald Sings Sweet Songs for Swingers
- Ella Fitzgerald Sings the George and Ira Gershwin Songbook –  Grammy Award for Best Female Pop Vocal Performance

1960
- Ella in Berlin: Mack the Knife (Live) –  Grammy Award for Best Female Pop Vocal Performance
- Ella Wishes You a Swinging Christmas
- Hello, Love
- Ella Fitzgerald Sings Songs from "Let No Man Write My Epitaph" (op CD verkrijgbaar als The Intimate Ella)

1961
- Ella Fitzgerald Sings the Harold Arlen Songbook
- Ella in Hollywood (Live)
- Clap Hands, Here Comes Charlie!
- Ella Returns to Berlin (Live) (uitgebracht in 1991)
- Twelve Nights In Hollywood (Live) (uitgebracht in 2009)

1962
- Rhythm Is My Business
- Ella Swings Brightly with Nelson –  Grammy Award for Best Female Pop Vocal Performance
- Ella Swings Gently with Nelson

1963
- Ella Sings Broadway
- Ella Fitzgerald Sings the Jerome Kern Songbook
- Ella and Basie! (met Count Basie)
- These Are the Blues

1964
- Hello, Dolly!
- Ella Fitzgerald Sings the Johnny Mercer Songbook
- Ella at Juan-Les-Pins (Live)
- Ella in Japan: 'S Wonderful (Live) (uitgebracht in 2011)

1965
- Ella in Hamburg (Live)
- Ella at Duke's Place (met Duke Ellington)

1966
- Whisper Not
- Ella and Duke at the Cote D'Azur (Live) (met Duke Ellington)

### Capitol
1967
- Brighten the Corner
- Ella Fitzgerald's Christmas

1968
- 30 by Ella
- Misty Blue

### MPS Records
1969
- Sunshine of your Love (Live)

### Reprise
1969
- Ella

1970
- Things Ain't What They Used to Be (And You Better Believe It)

### Atlantic
1972
- Ella Loves Cole (op Pablo uitgebracht onder de titel Dream Dancing)

### Columbia
1973
- Newport Jazz Festival: Live at Carnegie Hall (Live)

### Pablo
1966
- The Stockholm Concert, 1966 (Live) (met Duke Ellington) (uitgebracht in 1984)

1967
- The Greatest Jazz Concert in the World (Live) (met Duke Ellington) (uitgebracht in 1990)

1970
- Ella in Budapest, Hungary (Live) (Uitgebracht in 1999)

1971
- Ella à Nice (Live)

1972
- Jazz at Santa Monica Civic '72 (Live)

1973
- Take Love Easy (met Joe Pass)

1974
- Fine and Mellow (uitgebracht in 1979) –  Grammy Award for Best Jazz Vocal
- Ella in London (Live)

1975
- Ella and Oscar (met Oscar Peterson)
- Montreux '75 (Live)

1976
- Fitzgerald and Pass... Again (met Joe Pass) –  Grammy Award for Best Jazz Vocal

1977
- Montreux '77 (Live)

1978
- Lady Time
- Dream Dancing (Eerder verschenen op het Atlanticlabel, onder de titel Ella Loves Cole)

1979
- Digital III at Montreux (Live) –  Grammy Award for Best Jazz Vocal Performance, Female
- A Classy Pair (met Count Basie)
- A Perfect Match (Live) (met Count Basie) –  Grammy Award for Best Jazz Vocal Performance, Female

1981
- Ella Abraça Jobim

1982
- The Best Is Yet to Come –  Grammy Award for Best Jazz Vocal Performance, Female

1983
- Speak Love (met Joe Pass)
- Nice Work If You Can Get It (met André Previn)

1986
- Easy Living (met Joe Pass)

1989
- All That Jazz –  Grammy Award for Best Jazz Vocal Performance, Female

2001
- Sophisticated Lady (Live) (met Joe Pass) (opnames uit 1975 en 1983)

### Belangrijke gastoptredens
1952
- The Drum Battle (Verve Records, live, met Jazz at the Philharmonic)

1953
- JATP In Tokyo – Live at the Nichigeki Theatre 1953 (Live in Tokyo met Jazz at the Philharmonic)

1955
- Songs from Pete Kelly's Blues

1956
- Jazz at the Hollywood Bowl (Live in Hollywood met Jazz at the Philharmonic)

1957
- One O'Clock Jump (met Count Basie en Joe Williams)
- Classic Duets (drie duetten met Frank Sinatra, opgenomen voor The Frank Sinatra Show (ABC Television, 1957); in 2002 uitgebracht door Capitol Records).

1983
- Jazz at the Philharmonic – Yoyogi National Stadium, Tokyo 1983: Return to Happiness (Pablo Records, live, met Jazz at the Philharmonic)

1989
- Back on the Block (Qwest, Quincy Jones)

### Boxen en verzameld werk
- 1994 The Complete Ella Fitzgerald Songbooks
- 1995 Ella: The Legendary Decca Recordings
- 1997 The Complete Ella Fitzgerald & Louis Armstrong on Verve

## Hit singles
| 1936 | "All My Life" (with Teddy Wilson)                                          | 13  |    |   |
| 1936 | "Sing Me a Swing Song (and Let Me Dance)" (with Chick Webb)                | 18  |    |   |
| 1936 | "My Melancholy Baby" (with Teddy Wilson)                                   | 6   |    |   |
| 1936 | "(If You Can't Sing It) You'll Have To Swing It" (with Chick Webb)         | 20  |    |   |
| 1937 | "Goodnight My Love" (with Benny Goodman)                                   | 1   |    |   |
| 1937 | "Dedicated to You" (with The Mills Brothers)                               | 19  |    |   |
| 1937 | "Big Boy Blue" (with The Mills Brothers)                                   | 20  |    |   |
| 1937 | "If You Ever Should Leave"                                                 | 12  |    |   |
| 1937 | "All Over Nothing At All"                                                  | 20  |    |   |
| 1938 | "Rock It For Me" (with Chick Webb)                                         | 19  |    |   |
| 1938 | "I Got a Guy" (with Chick Webb)                                            | 18  |    |   |
| 1938 | "A-Tisket, A-Tasket" (with Chick Webb)                                     | 1   |    |   |
| 1938 | "I Found My Yellow Basket" (with Chick Webb)                               | 3   |    |   |
| 1938 | "Wacky Dust" (with Chick Webb)                                             | 13  |    |   |
| 1938 | "MacPherson Is Rehearsin' To Swing" (with Chick Webb)                      | 14  |    |   |
| 1938 | "F.D.R. Jones" (with Chick Webb)                                           | 8   |    |   |
| 1939 | "Undecided" (with Chick Webb)                                              | 8   |    |   |
| 1939 | "T'ain't What You Do (It's the Way That You Do It)" (with Chick Webb)      | 19  |    |   |
| 1939 | "Chew, Chew, Chew (Your Bubble Gum)" (with Chick Webb)                     | 14  |    |   |
| 1939 | "I Want the Waiter (With the Water)"                                       | 9   |    |   |
| 1939 | "My Wubba Dolly"                                                           | 16  |    |   |
| 1940 | "The Starlit Hour"                                                         | 17  |    |   |
| 1940 | "Sing Song Swing"                                                          | 23  |    |   |
| 1940 | "Imagination"                                                              | 15  |    |   |
| 1940 | "Sugar Blues"                                                              | 27  |    |   |
| 1940 | "Shake Down the Stars"                                                     | 18  |    |   |
| 1940 | "Five O'Clock Whistle"                                                     | 9   |    |   |
| 1941 | "Louisville K.Y."                                                          | 23  |    |   |
| 1941 | "Hello Ma! I Done It Again"                                                | 26  |    |   |
| 1941 | "The Muffin Man"                                                           | 23  |    |   |
| 1943 | "My Heart and I Decided" (with The Keys)                                   | 6   |    |   |
| 1944 | "Cow-Cow Boogie" (with The Ink Spots)                                      | 10  | 1  |   |
| 1944 | "When My Sugar Walks Down the Street"                                      | 27  | 2  |   |
| 1944 | "Once Too Often"                                                           | 24  |    |   |
| 1944 | "I'm Making Believe" (with The Ink Spots)                                  | 1   | 2  |   |
| 1944 | "Into Each Life Some Rain Must Fall" (with The Ink Spots)                  | 1   | 1  |   |
| 1945 | "And Her Tears Flowed Like Wine"                                           | 10  |    |   |
| 1945 | "I'm Beginning To See the Light" (with The Ink Spots)                      | 5   |    |   |
| 1945 | "It's Only a Paper Moon"                                                   | 9   | 4  |   |
| 1946 | "The Frim Fram Sauce" (with Louis Armstrong)                               | 4   |    |   |
| 1946 | "You Won't Be Satisfied (Until You Break My Heart)" (with Louis Armstrong) | 10  |    |   |
| 1946 | "Stone Cold Dead In the Market (He Had It Coming)" (with Louis Jordan)     | 7   | 1  |   |
| 1946 | "Petootie Pie" (with Louis Jordan)                                         | 3   |    |   |
| 1946 | "(I Love You) For Sentimental Reasons"                                     | 8   |    |   |
| 1947 | "That's My Desire"                                                         | 3   |    |   |
| 1947 | "Guilty"                                                                   | 11  |    |   |
| 1948 | "My Happiness"                                                             | 6   | 8  |   |
| 1948 | "Tea Leaves"                                                               | 24  |    |   |
| 1948 | "It's Too Soon To Know"                                                    | 6   |    |   |
| 1949 | "Baby, It's Cold Outside" (with Louis Jordan)                              | 9   | 6  |   |
| 1950 | "Can Anyone Explain (No, No, No)" (with Louis Armstrong)                   | 30  |    |   |
| 1950 | "I'll Never Be Free" (with Louis Jordon)                                   | 7   |    |   |
| 1951 | "Smooth Sailing"                                                           | 23  | 3  |   |
| 1952 | "Trying"                                                                   | 21  |    |   |
| 1952 | "Walkin' By the River"                                                     | 29  |    |   |
| 1953 | "Crying In the Chapel"                                                     | 15  |    |   |
| 1954 | "Melancholy Me"                                                            | 25  |    |   |
| 1954 | "I Need"                                                                   | 30  |    |   |
| 1956 | "A Beautiful Friendship"                                                   | 74  |    |   |
| 1958 | "The Swinging Shepherd Blues"                                              | 15  |    |   |
| 1959 | "But Not for Me"                                                           | 25  |    |   |
| 1960 | "Mack the Knife"                                                           | 27  | 19 | 6 |
| 1960 | "How High the Moon (Part 1)"                                               | 76  | 46 |   |
| 1961 | "Mr. Paganini (You'll Have to Swing It)"                                   | 103 | 20 |   |
| 1962 | "Desafinado (Slightly Out of Tune)"                                        | 102 | 38 |   |
| 1962 | "Stardust Bossa Nova"                                                      | 129 |    |   |
| 1963 | "Bill Bailey, Won't You Please Come Home"                                  | 75  |    |   |
| 1964 | "Hello, Dolly!"                                                            | 125 |    |   |
| 1964 | "Can't Buy Me Love"                                                        | 34  |    |   |
| 1965 | "Ringo Beat"                                                               | 127 |    |   |
| 1968 | "I Taught Him Everything He Knows"                                         | 22  |    |   |
| 1969 | "Get Ready"                                                                | 126 |    |   |